# Płaszcz (opera)
Płaszcz (Il tabarro) – jednoaktowa opera werystyczna Giacoma Pucciniego, pierwsza z tzw. Tryptyku. Pierwszy raz została wystawiona w Metropolitan Opera w 1918 r. Autorem libretta jest Giuseppe Adami na podstawie La Houppelande Didiera Golda.

## Obsada
- Michele, właściciel barki – baryton
- Giorgetta, jego żona – sopran
- Luigi, tragarz – tenor
- Tinca, tragarz – tenor
- Talpa, tragarz – bas
- Frugola, żona Talpy – mezzosopran

## Treść
Miejsce i czas akcji: Paryż, barki na Sekwanie, 1910. 
Grupa tragarzy rozładowuje barkę, zaś jej właściciel Michele zastanawia się nad wiernością swojej żony Giorgetty, co do której zaczął mieć poważne wątpliwości. Tymczasem Giorgetta rozdaje robotnikom wino i uczestniczy w ich tańcu do muzyki ulicznego artysty. Wchodzi Frugola w poszukiwaniu swojego męża; nie widząc go, opowiada o dokonanych w Paryżu zakupach i krytykuje pijaństwo tragarzy. Jednym z nich jest Luigi, lamentujący nad swoim losem i znajdujący pocieszenie w rozmowie z Giorgettą, z którą łączy go dzieciństwo w Belleville obok Lasku Bulońskiego, gdzie wszyscy byli jak jedna rodzina, i z którą ma tajemny romans. Aby porozmawiać z ukochaną, udaje, że czeka na szefa i oświadcza, że chciałby go opuścić w Rouen, gdzie mogliby zacząć nowe życie, jednak mąż tłumaczy mu, że miałby tam jeszcze gorzej niż w Paryżu. Giorgetta umawia się z nim jednak na spotkanie jeszcze tego wieczora, znakiem rozpoznawczym ma być zapalona zapałka. 
Michele zagaduje Giorgettę po odejściu tragarzy, oboje wspominają czasy zanim zmarło ich kilkuletnie dziecko, kiedy cała trójka kryła się pod płaszczem Michelego. Mąż dostrzega nerwowość żony i domyśla się jej przyczyn. Giorgetta odchodzi na chwilę, tymczasem Luigi dostrzega zapałkę, od której Michele odpala fajkę, i myśląc, że to sygnał od kochanki, rusza w stronę barki. Tam spotyka go Michele, który zmusza go do wyznania prawdy o jego romansie, po czym zasztyletowuje go. Martwe ciało przykrywa płaszczem, a po powrocie Giorgetty ukazuje jej jego zawartość... 

## Znane arie
- Hai ben ragione! meglio non pensare – Luigi
- Nulla! Silenzio! – Michele